# Oplopanax elatus
Oplopanax elatus är en araliaväxtart som först beskrevs av Takenoshin Nakai, och fick sitt nu gällande namn av Takenoshin Nakai. Oplopanax elatus ingår i släktet Oplopanax och familjen Araliaceae. Inga underarter finns listade.